# Ferran Torres
Ferran Torres García (Foios, 29 februari 2000), beter bekend als Ferran Torres, is een Spaans voetballer die doorgaans speelt als aanvaller. Hij verruilde Manchester City in de winter van 2022 voor FC Barcelona. Torres debuteerde in 2020 in het Spaans voetbalelftal.

## Carrière

### Valencia
Torres werd op zesjarige leeftijd opgenomen in de jeugdopleiding van Valencia nadat hij had meegedaan aan een open dag op de club. Hier doorliep hij alle verdere jeugdelftallen. Torres maakte op 30 november 2017 zijn debuut in het eerste elftal. Hij viel die dag in de 71e minuut in voor Nacho Gil tijdens een met 4–1 gewonnen wedstrijd in het toernooi om de Copa del Rey, thuis tegen Real Zaragoza. Zijn debuut in de Primera División volgde op 6 december 2017. Hij kwam toen in de 81e minuut in het veld voor Andreas Pereira, uit tegen Eibar. Valencia verloor die wedstrijd met 2–1. Torres speelde drie seizoenen in het eerste elftal. Nadat hij in de eerste twee voornamelijk dienstdeed als invaller, groeide hij in 2019/20 uit tot onbetwiste basisspeler. Behalve in de Primera División speelde Torres met Valencia ook twee seizoenen in de Champions League. Daarin scoorde hij tegen Lille en Atalanta Bergamo.

### Manchester City
Torres verruilde Valencia in 4 augustus 2020 voor Manchester City FC. Dat betaalde 23 miljoen euro voor hem. Bij de Engelse club kon hij coach Josep Guardiola niet overtuigen. Hij kwam in het seizoen 2020/21 regelmatig aan spelen toe, maar werd in 2021/22 overbodig. Mede door een gebroken middenvoetsbeentje kwam hij tot aan de winterstop niet verder dan vier competitiewedstrijden.

### FC Barcelona
FC Barcelona maakte op 28 december 2021 bekend dat het Torres per januari overnam. De Spaanse club legde hem vast tot medio 2027 en betaalde 55 miljoen euro voor hem aan Manchester City. Dit kon door bonussen oplopen tot 65 miljoen. Hij kreeg een afkoopclausule van 1 miljard euro. Torres mocht aanvankelijk niet toetreden tot de selectie van FC Barcelona omdat dat door de toevoeging van zijn loon het salarisbudget van de club overschreed. Dat was in strijd met de regels voor Financial Fair Play (FFP) van de Spaanse voetbalbond. Dankzij een salarisverlaging van collega Samuel Umtiti kon Torres alsnog ingeschreven worden. Hij kreeg rugnummer 19, dat ook werd gedragen door onder anderen Sergio Aguero, Lionel Messi en Patrick Kluivert. 
Hij maakte op 12 januari 2022 zijn debuut in de basis, tijdens de 2–3 verloren wedstrijd om de Supercopa de España tegen Real Madrid. Hij maakte op 20 januari de bekerwedstrijd tegen Athletic Club zijn eerste goal voor FC Barcelona en op 17 februari in de tegen Napoli zijn eerste CL-doelpunt voor Barcelona. Hij kwam tot zeven goals en zes assists in zijn eerste halfjaar, maar kon die aantallen in zijn eerste volledige jaar bij Barca niet verbeteren. Wel werd hij met de club kampioen van Spanje.
In zijn derde seizoen bij Barcelona scoorde hij elf doelpunten in 42 wedstrijden, zijn op-een-na hoogste aantal in zijn profcarrière.

## Clubstatistieken
| Seizoen     | Club            | Competitie       | Competitie | Competitie | Competitie | Beker | Beker | Beker | Europa | Europa | Europa | Totaal | Totaal | Totaal |
| Seizoen     | Club            | Competitie       | Wed.       | Dlp.       | Ass.       | Wed.  | Dlp.  | Ass.  | Wed.   | Dlp.   | Ass.   | Wed.   | Dlp.   | Ass.   |
| ----------- | --------------- | ---------------- | ---------- | ---------- | ---------- | ----- | ----- | ----- | ------ | ------ | ------ | ------ | ------ | ------ |
| 2017/18     | Valencia        | Primera División | 13         | 0          | 1          | 3     | 0     | 1     | —      | —      | —      | 16     | 0      | 2      |
| 2018/19     | Valencia        | Primera División | 24         | 2          | 1          | 6     | 1     | 1     | 7      | 0      | 0      | 37     | 3      | 2      |
| 2019/20     | Valencia        | Primera División | 34         | 4          | 5          | 4     | 0     | 1     | 6      | 2      | 2      | 44     | 6      | 8      |
| Club Totaal | Club Totaal     | Club Totaal      | 71         | 6          | 7          | 13    | 1     | 3     | 13     | 2      | 2      | 97     | 9      | 12     |
| 2020/21     | Manchester City | Premier League   | 24         | 7          | 2          | 6     | 2     | 1     | 6      | 4      | 0      | 36     | 13     | 3      |
| 2021/22     | Manchester City | Premier League   | 4          | 2          | 1          | 2     | 1     | 0     | 1      | 0      | 0      | 7      | 3      | 1      |
| Club Totaal | Club Totaal     | Club Totaal      | 28         | 9          | 3          | 8     | 3     | 1     | 7      | 4      | 0      | 43     | 16     | 4      |
| 2021/22     | FC Barcelona    | Primera División | 18         | 4          | 4          | 2     | 1     | 0     | 6      | 2      | 2      | 26     | 7      | 6      |
| 2022/23     | FC Barcelona    | Primera División | 33         | 4          | 2          | 5     | 0     | 0     | 7      | 3      | 1      | 47     | 7      | 3      |
| 2023/24     | FC Barcelona    | Primera División | 29         | 7          | 3          | 5     | 1     | 0     | 8      | 3      | 1      | 42     | 11     | 4      |
| Club Totaal | Club Totaal     | Club Totaal      | 80         | 15         | 9          | 12    | 2     | 0     | 21     | 8      | 4      | 113    | 25     | 13     |
| TOTAAL      | TOTAAL          | TOTAAL           | 179        | 30         | 19         | 33    | 6     | 4     | 41     | 14     | 6      | 253    | 50     | 29     |

Bijgewerkt t/m 12 juli 2024.

## Interlandcarrière
Torres was basisspeler in het Spanje –17 dat in 2017 het Europees kampioenschap –17 won. Hij speelde dat toernooi alle wedstrijden voor zijn ploeg. Torres was later dat jaar ook basisspeler van het Spaanse team op het WK –17. Zijn ploeggenoten en hij bereikten opnieuw de finale, maar verloren deze met 5–2 van Engeland –17. Hij scoorde in zowel de kwart- als de halve finale. Torres won twee jaar later met Spanje –19 het EK –19 van 2019. Hij was opnieuw in alle wedstrijden basisspeler en maakte beide doelpunten in de met 0–2 gewonnen finale tegen Portugal –19.
Torres debuteerde op 3 september 2020 in het Spaans voetbalelftal. Bondscoach Luis Enrique gaf hem toen en basisplaats in een wedstrijd in het kader van de UEFA Nations League tegen Duitsland (1–1). Hij maakte drie dagen later zijn eerste doelpunt voor de nationale ploeg, de 4–0 in een met diezelfde cijfers gewonnen wedstrijd tegen Oekraïne. Luis Enrique nam Torres negen maanden na zijn debuut mee naar het EK 2020. Hij bereikte de halve finale met de Spaanse ploeg en deed in alle wedstrijden mee. Hij scoorde in een groepswedstrijd tegen Slowakije en in de achtste finale tegen Kroatië. Luis Enrique selecteerde Torres ook voor het WK 2022. Hierop kwam hij met Spanje tot de achtste finale. Hij speelde alle vier de wedstrijden en scoorde in de groepsfase twee keer tegen Costa Rica.
Torres werd op 7 juni 2024 door bondscoach Luis de la Fuente opgenomen in de Spaanse selectie voor het EK 2024 in Duitsland. Spanje won zijn groepswedstrijden tegen Kroatië, Italië en Albanië voordat het in de knock-outfase Georgië, Duitsland en Frankrijk uitschakelde. De finale werd met 2–1 gewonnen tegen Engeland, waarmee Spanje voor de vierde keer Europees kampioen werd. Torres kwam enkel tegen Georgië en Engeland niet in actie en maakte het winnende doelpunt tegen Albanië (1–0).
| Interlands van Ferran Torres voor Spanje | Interlands van Ferran Torres voor Spanje | Interlands van Ferran Torres voor Spanje | Interlands van Ferran Torres voor Spanje | Interlands van Ferran Torres voor Spanje | Interlands van Ferran Torres voor Spanje |
| №                                        | Datum                                    | Wedstrijd                                | Uitslag                                  | Competitie                               | Goals                                    |
| Als speler bij Manchester City           | Als speler bij Manchester City           | Als speler bij Manchester City           | Als speler bij Manchester City           | Als speler bij Manchester City           | Als speler bij Manchester City           |
| ---------------------------------------- | ---------------------------------------- | ---------------------------------------- | ---------------------------------------- | ---------------------------------------- | ---------------------------------------- |
| 1.                                       | 3 september 2020                         | Duitsland – Spanje                       | 1 – 1                                    | Nations League 2020/21                   |                                          |
| 2.                                       | 6 september 2020                         | Spanje – Oekraïne                        | 4 – 0                                    | Nations League 2020/21                   | 84'                                      |
| 3.                                       | 10 oktober 2020                          | Spanje – Zwitserland                     | 1 – 0                                    | Nations League 2020/21                   |                                          |
| 4.                                       | 13 oktober 2020                          | Oekraïne – Spanje                        | 1 – 0                                    | Nations League 2020/21                   |                                          |
| 5.                                       | 11 november 2020                         | Nederland – Spanje                       | 1 – 1                                    | Vriendschappelijk                        |                                          |
| 6.                                       | 14 november 2021                         | Zwitserland – Spanje                     | 1 – 1                                    | Nations League 2020/21                   |                                          |
| 7.                                       | 17 november 2021                         | Spanje – Duitsland                       | 6 – 0                                    | Nations League 2020/21                   | 33', 55', 71'                            |
| 8.                                       | 25 maart 2021                            | Spanje – Griekenland                     | 1 – 1                                    | Kwalificatie WK 2022                     |                                          |
| 9.                                       | 28 maart 2021                            | Georgië – Spanje                         | 1 – 2                                    | Kwalificatie WK 2022                     | 56'                                      |
| 10.                                      | 31 maart 2021                            | Spanje – Kosovo                          | 3 – 1                                    | Kwalificatie WK 2022                     | 36'                                      |
| 11.                                      | 4 juni 2021                              | Spanje – Portugal                        | 0 – 0                                    | Vriendschappelijk                        |                                          |
| 12.                                      | 14 juni 2021                             | Spanje – Zweden                          | 0 – 0                                    | EK 2020                                  |                                          |
| 13.                                      | 19 juni 2021                             | Spanje – Polen                           | 1 – 1                                    | EK 2020                                  |                                          |
| 14.                                      | 23 juni 2021                             | Slowakije – Spanje                       | 0 – 5                                    | EK 2020                                  | 67'                                      |
| 15.                                      | 28 juni 2021                             | Kroatië – Spanje                         | 3 – 5                                    | EK 2020                                  | 76'                                      |
| 16.                                      | 2 juli 2021                              | Zwitserland – Spanje                     | 1 – 1 (2 – 4 n.s.)                       | EK 2020                                  |                                          |
| 17.                                      | 6 juli 2021                              | Italië – Spanje                          | 1 – 1 (5 – 3 n.s.)                       | EK 2020                                  |                                          |
| 18.                                      | 2 september 2021                         | Zweden – Spanje                          | 2 – 1                                    | Kwalificatie WK 2022                     |                                          |
| 19.                                      | 5 september 2021                         | Spanje – Georgië                         | 4 – 0                                    | Kwalificatie WK 2022                     | 41'                                      |
| 20.                                      | 8 september 2021                         | Kosovo – Spanje                          | 0 – 2                                    | Kwalificatie WK 2022                     | 88'                                      |
| 21.                                      | 6 oktober 2021                           | Italië – Spanje                          | 1 – 2                                    | Nations League 2020/21                   | 17', 45+3'                               |
| 22.                                      | 10 oktober 2021                          | Spanje – Frankrijk                       | 1 – 2                                    | Nations League 2020/21                   |                                          |
| Als speler bij FC Barcelona              |                                          |                                          |                                          |                                          |                                          |
| 23.                                      | 26 maart 2022                            | Spanje – Albanië                         | 2 – 1                                    | Vriendschappelijk                        | 75'                                      |
| 24.                                      | 29 maart 2022                            | Spanje – IJsland                         | 5 – 0                                    | Vriendschappelijk                        |                                          |
| 25.                                      | 2 juni 2022                              | Spanje – Portugal                        | 1 – 1                                    | Nations League 2022/23                   |                                          |
| 26.                                      | 5 juni 2022                              | Tsjechië – Spanje                        | 2 – 2                                    | Nations League 2022/23                   |                                          |
| 27.                                      | 9 juni 2022                              | Zwitserland – Spanje                     | 0 – 1                                    | Nations League 2022/23                   |                                          |
| 28.                                      | 12 juni 2022                             | Spanje – Tsjechië                        | 2 – 0                                    | Nations League 2022/23                   |                                          |
| 29.                                      | 24 september 2022                        | Spanje – Zwitserland                     | 1 – 2                                    | Nations League 2022/23                   |                                          |
| 30.                                      | 27 september 2022                        | Portugal – Spanje                        | 0 – 1                                    | Nations League 2022/23                   |                                          |
| 31.                                      | 17 november 2022                         | Jordanië – Spanje                        | 1 – 3                                    | Vriendschappelijk                        |                                          |
| 32.                                      | 23 november 2022                         | Spanje – Costa Rica                      | 7 – 0                                    | WK 2022                                  | 31', 54'                                 |
| 33.                                      | 27 november 2022                         | Spanje – Duitsland                       | 1 – 1                                    | WK 2022                                  |                                          |
| 34.                                      | 1 december 2022                          | Japan – Spanje                           | 2 – 1                                    | WK 2022                                  |                                          |
| 35.                                      | 6 december 2022                          | Marokko – Spanje                         | 0 – 0 (3 – 0 n.s.)                       | WK 2022                                  |                                          |
| 36.                                      | 12 september 2023                        | Spanje – Cyprus                          | 6 – 0                                    | Kwalificatie EK 2024                     | 73', 83'                                 |
| 37.                                      | 12 oktober 2023                          | Spanje – Schotland                       | 2 – 0                                    | Kwalificatie EK 2024                     |                                          |
| 38.                                      | 15 oktober 2023                          | Noorwegen – Spanje                       | 0 – 1                                    | Kwalificatie EK 2024                     |                                          |
| 39.                                      | 16 november 2023                         | Cyprus – Spanje                          | 1 – 3                                    | Kwalificatie EK 2024                     |                                          |
| 40.                                      | 19 november 2023                         | Spanje – Georgië                         | 3 – 1                                    | Kwalificatie EK 2024                     | 55'                                      |
| 41.                                      | 5 juni 2024                              | Spanje – Andorra                         | 2 – 1                                    | Vriendschappelijk                        | 81'                                      |
| 42.                                      | 15 juni 2024                             | Spanje – Kroatië                         | 3 – 0                                    | EK 2024                                  |                                          |
| 43.                                      | 20 juni 2024                             | Spanje – Italië                          | 1 – 0                                    | EK 2024                                  |                                          |
| 44.                                      | 24 juni 2024                             | Albanië – Spanje                         | 0 – 1                                    | EK 2024                                  | 13'                                      |
| 45.                                      | 5 juli 2024                              | Spanje – Duitsland                       | 2 – 1                                    | EK 2024                                  |                                          |
| 46.                                      | 9 juli 2024                              | Spanje – Frankrijk                       | 2 – 1                                    | EK 2024                                  |                                          |

Bijgewerkt op 9 juli 2024.

## Erelijst
| Competitie             | Aantal      | Jaren            |
| Valencia CF            | Valencia CF | Valencia CF      |
| ---------------------- | ----------- | ---------------- |
| Copa del Rey           | 1×          | 2018/19          |
| Manchester City        |             |                  |
| Premier League         | 1×          | 2020/21          |
| League Cup             | 1×          | 2020/21          |
| FC Barcelona           |             |                  |
| Primera División       | 1×          | 2022/23          |
| Supercopa de España    | 2×          | 2022/23, 2024/25 |
| Copa del Rey           | 1×          | 2024/25          |
| Spanje –17             |             |                  |
| Europees kampioen –17  | 1×          | 2017             |
| Spanje –19             |             |                  |
| Europees kampioen –19  | 1×          | 2019             |
| Spanje                 |             |                  |
| Europees kampioenschap | 1x          | 2024             |